# Vä
Vä ist der südlichste Teil der schwedischen Stadt Kristianstad, des Hauptortes der Gemeinde Kristianstad, in der südschwedischen Provinz Skåne län und der historischen Provinz Schonen.
Der früher eigenständige Ort liegt etwa sechs Kilometer südwestlich des Zentrums von Kristianstad an der Europastraße 22.

## Geschichte

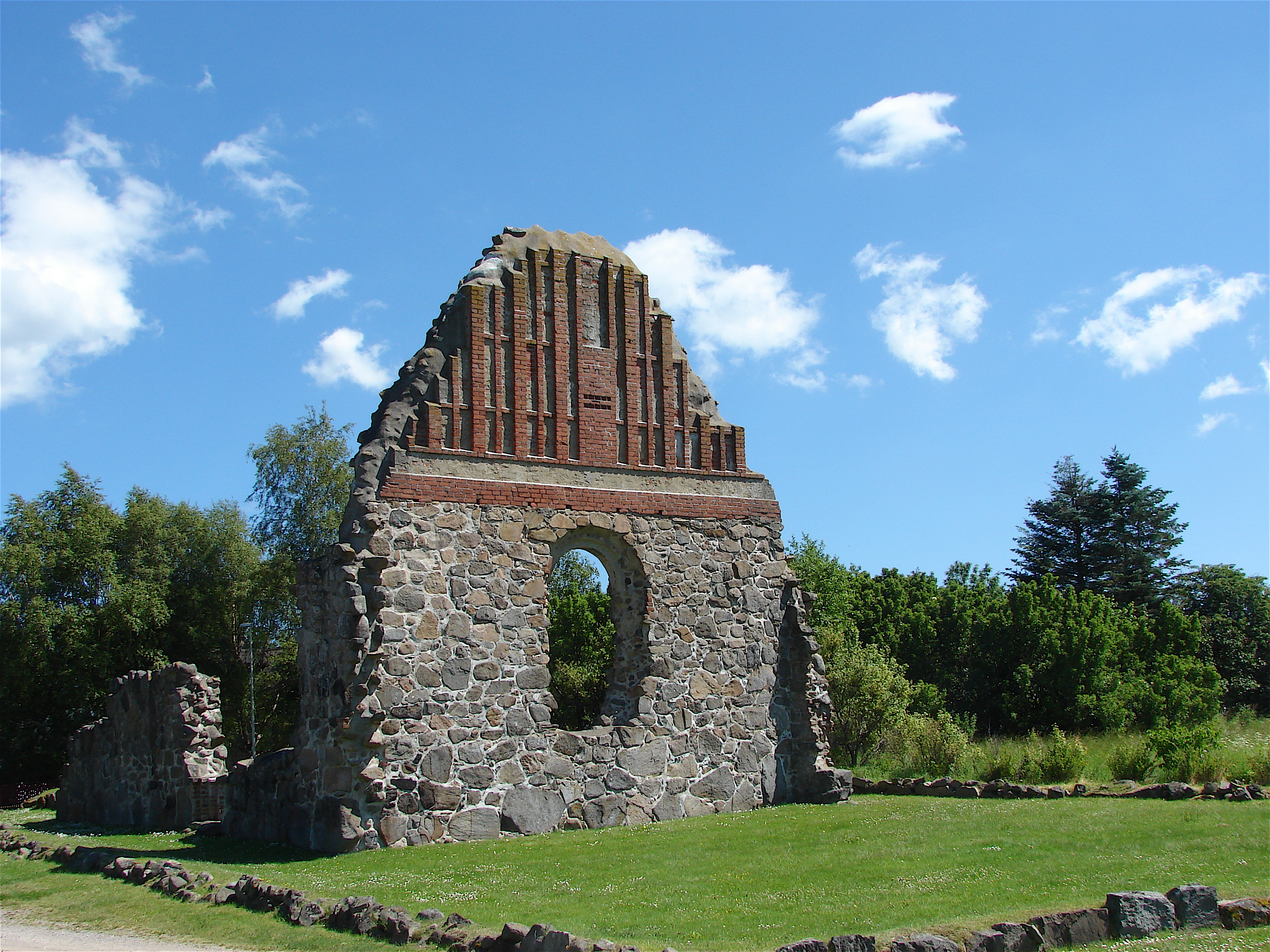
Ruine der St.-Gertrud-Kapelle

Das Gründungsdatum von Vä, auch Væ, Vææ (dänisch) oder Vää (schwedisch), was Kult- oder Opferplatz bedeutet, ist unbekannt. Dort wurde um 1170 von Erzbischof Eskil ein Prämonstratenserkloster samt dazugehöriger Kirche gegründet. Hier wurde 1197 die aus Deutschland stammende Königin Gertrud, Ehefrau von König Knut VI. von Dänemark, bestattet. Das Kloster brannte 1213 nieder, und die Chorherren gingen ins nahegelegene Kloster Bäckaskog. Die Kirche selbst blieb vom Feuer unbeschädigt.
Vä war im Mittelalter eine blühende Stadt. Die Marienkirche (Mariakyrkan) aus dem 12. Jahrhundert mit sehenswerten Wandmalereien vom Ende des 12. Jahrhunderts sowie die Ruine der St.-Gertrud-Kapelle aus dem späten 15. Jahrhundert zeugen heute noch davon.
Die Stadt wurde 1452 von König Karl VIII., 1509 von Svante Sture und 1612 von schwedischen Truppen unter Gustav II. Adolf im Krieg gegen Dänemark abgebrannt. Die meisten Bewohner des abgebrannten Ortes siedelten sich in der 1614 neu gegründeten Stadt Kristianstad (ursprünglich Christianstad) an. Vä selber verlor nach der Gründung Kristianstads seine Privilegien und wurde zu einem Bauerndorf, in dem sich jene Bauern ansiedelten, die durch die Gründung Kristianstads ihr Land verloren hatten.